# تيم برادستريت
تيم برادستريت (بالإنجليزية: Tim Bradstreet)‏ مواليد 16 فبراير 1967 في تشيفيرلي، هو فنان أمريكي معروف بعمله على كتب القصص المصورة، ملصقات الأفلام، أغلفة الكتب وألعاب تقمص الأدوار. ترشح لجائزة إيسنر لأفضل فنان أغلفة في سنة 2002. انضم إلى فريق عمل المخرج جييرمو ديل تورو كرسام في فيلم بليد 2. عمل أيضا على أعمال مثل بلاك بانثر، زينا: الأميرة المحاربة، أكشن كومكس، خارق للطبيعة، دم حقيقي، جيريكو.

## وصلات خارجية
- الموقع الرسمي